# هالاكا
الأياكة (بالإسبانية: hallaca)‏ (تلفظ بالإسبانية: ‎/aˈʎaka/‏, تلفظ بالإسبانية: ‎/aˈʝaka/‏; alt. الإملاء، هَياكة و أياكة) في مطبخ أمريكا اللاتينية هي ذرة العجين محشوة مع حساء مكون من لحم البقر، لحم الخنزير، الدجاج، السمك أو غيرها من الأغذية البحرية، وفي بعض الأماكن يتم إضافة مواد أخرى قصد التزيين على غرار الزبيب، القبار، ثم الزيتون وكذلك أسافين من الطيور واللحوم، مثل المطبخ المكسيكي الذي يقوم بصنع لفائف مطوية في أوراق الموز
عادة ما تقدم الأياكة في مواسم أعياد الميلاد، وهي منتشرة بكثرة في دول أمريكا اللاتينية، حيث تخضع للعديد من المتغيرات الإقليمية خاصة في كل من فنزويلا، بورتوريكو، جمهورية الدومينيكان، الإكوادور وكولومبيا. وقد وصفت باعتبارها الطبق الوطني في فنزويلا. كما تجدر الإشارة إلى أن هناك أيضا إصدارات من هذا الطبق في جميع أنحاء منطقة البحر الكاريبي وجمهورية الدومينيكان والمعروفة باسم Pasteles ar hojas حيث تُصنع من الموز مع دقيق الذرة المحشوة باللحم المفروم أو الدجاج. أما في بورتوريكو فتعرف هذه الأكلة باسم «الباستيل» حيث تصنع من الموز الأخضر، الكوسا والخضروات الجذرية بالإضافة إلى العجين.
عموما، فالعنصر المميز والسمة الأساسية للأياكة هو دقيق الذرة مع العجين المصنوع من الكونسومي أو مرق أو دهون لحم الخنزير، كما تُستهلك عادة في شرق كوبا.

## الأصل

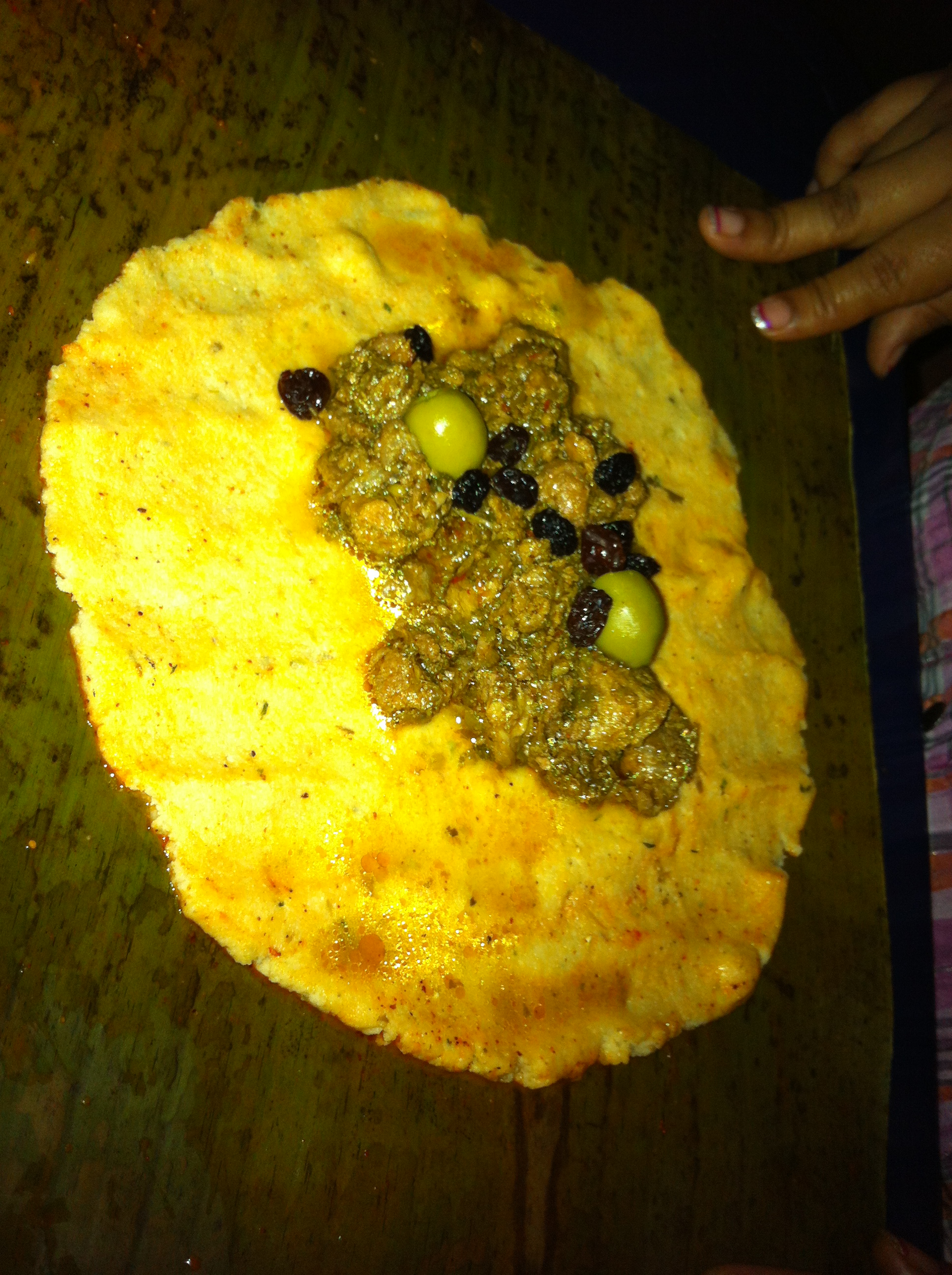
ملء حشوة الأياكة قبل أن تكون ملفوفة في أوراق الموز

على الأرجح، فإن أصل الأياكة المكونة من الذرة والموز يعود إلى أمريكا الوسطى أو التمال،[بحاجة لمصدر] حيث تُعرف هناك تحت أسماء مختلفة تنتشر في جميع أنحاء إسبانيا وكذلك بعض المناطق في أمريكا خاصة في أقصى جنوب الأرجنتين وكذلك في المناطق التي تعرضت للاستعمار الإسباني للأمريكيتيتن.

## أصل التسمية
وفقا لأدولفو إرنست فإن كلمة أياكة (hallaca) تطورت من الللغة الغوارانية للسكان الأصليين النابعة من الفعل ayua أو ayuarبمعنى «خلط أو مزج»، ثم كلمة ayuaca والتي تعني «مختلطة» لتنتقل هذه الكلمة فيما بعد إلى ayaca وفي نهاية المطاف استقرت على hayaca أو hallaca (باستخدام الحرف الإسباني الصامت «ح»).
هناك تفسير آخر لأصل هذه التسمية يفترض أن هذه الكلمة أتت من اللغة الأصلية من غرب البلاد، معناها هو «التفاف» (بالإسبانية: bojote)‏.

## العادات والتقاليد

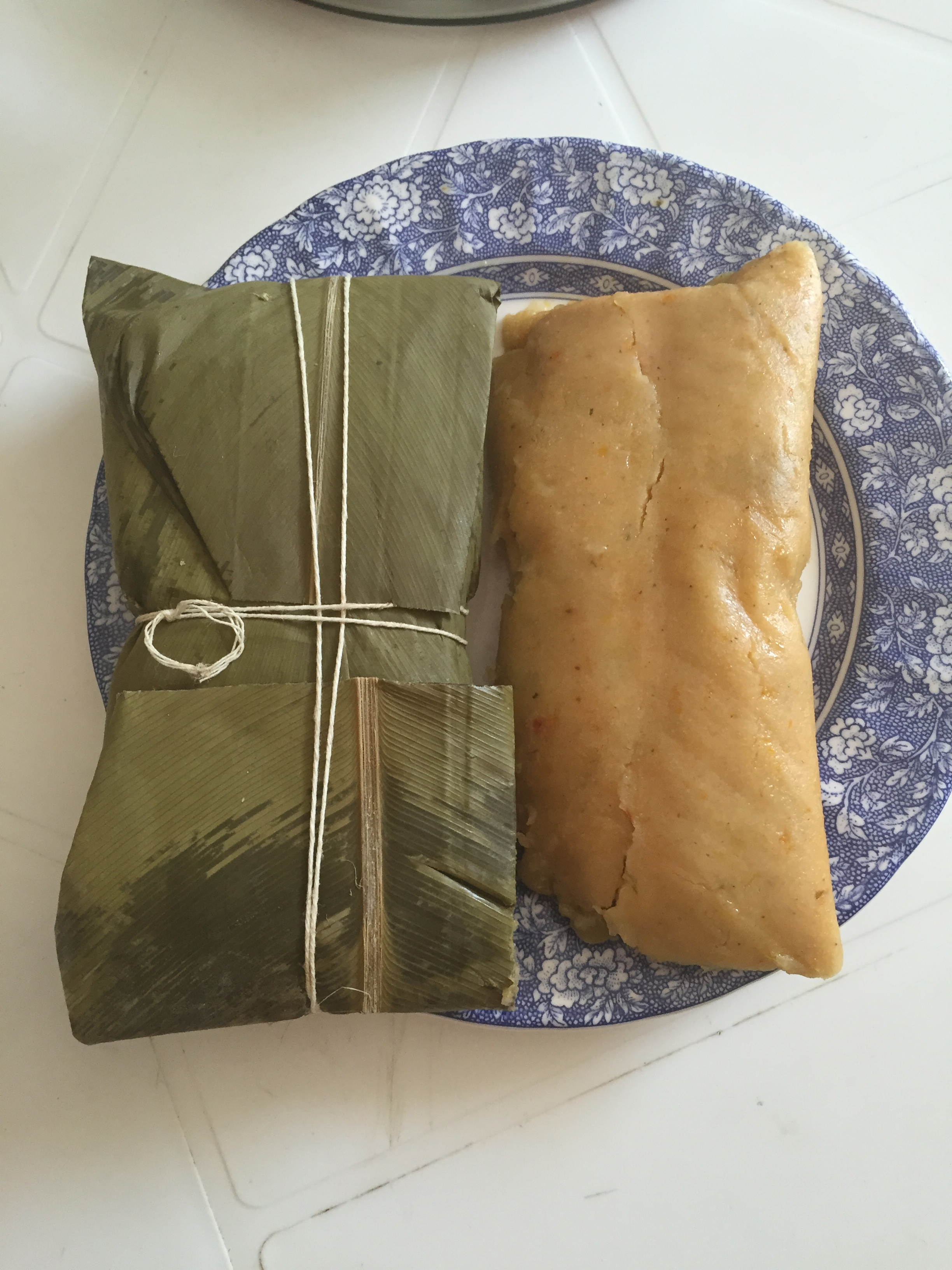
إعداد أياكة ملفوفة داخل أوراق الموز المطبوخة

أكلة الأياكة هي جزء أساسي من احتفالات عيد الميلاد الفنزويلي، حيث يتم إعدادها بشكل مكثف وكبير في ذلك الوقت من السنة.
يعتبر الطبق أيضا رمز للتراث الفنزويلي متعدد الثقافات، ويشمل إعداد وإضافة المكونات الأوروبية (مثل الزبيب واللوز والزيتون) ثم المكوانات الأصلية (وجبة الذرة الملونة مع بذور البصل)، وذكلك المكونات الأفريقية (الموز والأوراق المستخدمة في التغليف).
وعلى النقيض من التقليد الفنزويلي، فإن أكلة الأياكةس شعبية على مدار العام في الإكوادور، وهناك عدة أنواع منها موجودة عبر مختلف أقاليم البلد. جنبا إلى جنب مع أكلة الهوميتاس (بالإسبانية: humitas)‏ التي تُعتبر العنصر الرئيسي التقليدية الإكوادوري للمطبخ.
أما منطقة ترينيداد والتي تقع على بعد 7 أميال من الساحل الشرقي لفنزويلا فإن هذه الأكلة تُعرف باسم الباستيل (بالإسبانية: pastelle)‏، كما يتم إعدادها بنفس الطريقة تقريبا مع بعض الاختلاف البسيطة خاصة في حجم الحشوة، كما يُضاف إليها أحيانا واحدا من أهم الأعشاب في ترينداد وهو القرصعنة الكريهة الرائحة حيث تغلب هذه النكهة في الغالب على اللحوم المضافة للطبق. هناك أيضا حشوات نباتية مصنوعة من فول الصويا، العدس وأشياء أخرى مختلفة لتلبية طلب الهندوس وغير النباتيين.

## طريقة الإعداد

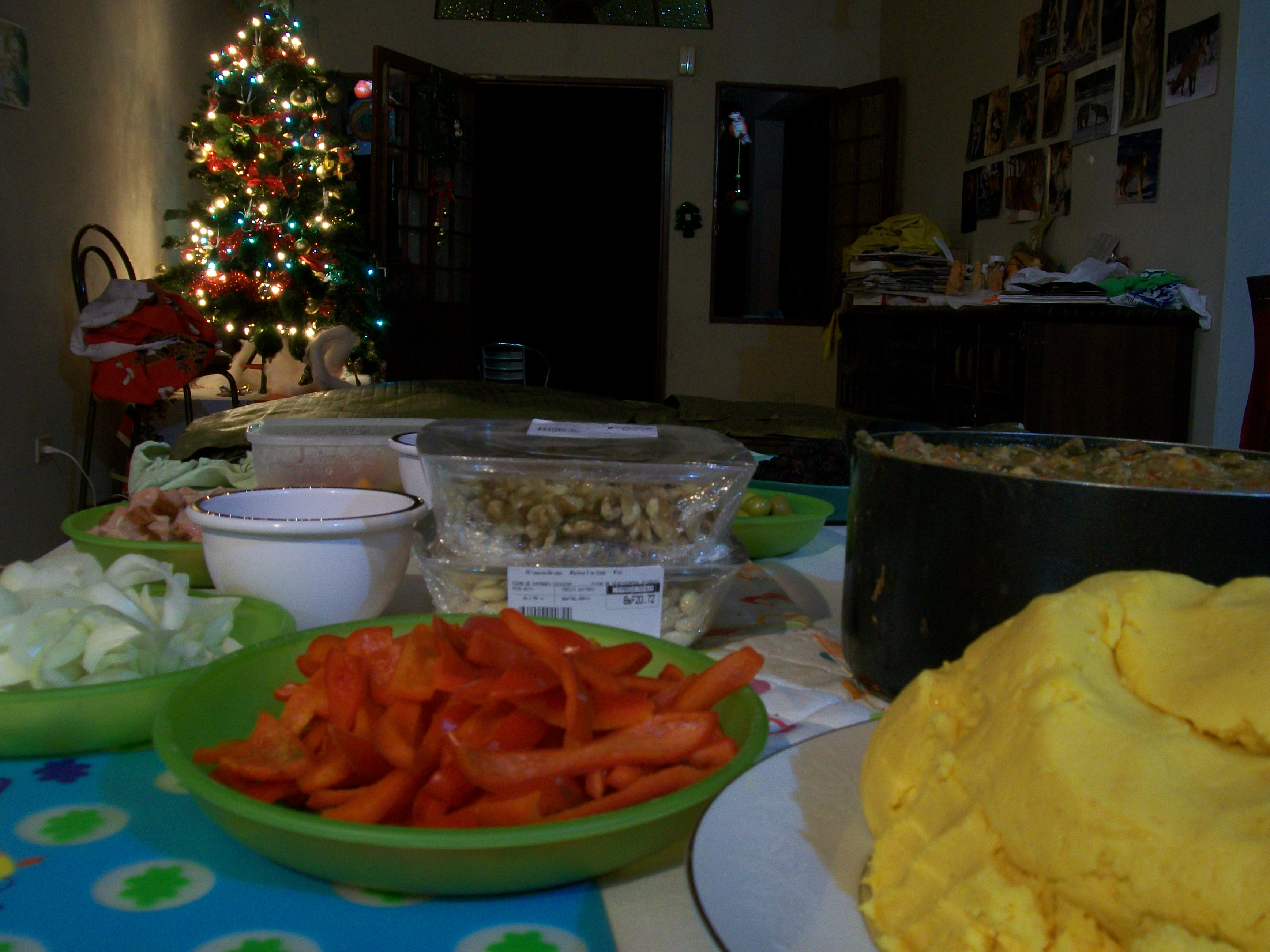
حشوات الأياكة من التقاليد الأكثر شيوعا خلال عيد الميلاد الفنزويلي

عموما، فالأياكة التقليدية مصنوعة من موز الجنة، بالإضافة إلى ملعقة من زيت الطبخ وذرة العجين (حوالي 30 سم)، ثم رشها مع حشوات مختلفة، ثم إضافة نوع من اللحم على غرار لحم الخنزير، الدواجن، لحم البقر أو شحم الخنزير ثم مواد تزينية مثل الزبيب، الزيتون الأخضر المليئ بالفلفل.
الناس في سهول اللانوس يقومون بإضافة البيض المسلوق وقطع من الفلفل الأحمر، كما يمكن إضافة الحمص، المكسرات واللوز.